# Collégiale Sainte-Gertrude de Nivelles
Pour les articles homonymes, voir Gertrude.
La collégiale Sainte-Gertrude de Nivelles est une église romane située dans la ville de Nivelles en Belgique.
Elle est l'une des plus anciennes, des plus grandes et des plus cohérentes églises romanes subsistantes. Elle est consacrée en 1046 en présence d'Henri III empereur du Saint-Empire romain germanique et de l'évêque de Liège Wazon.

## Historique

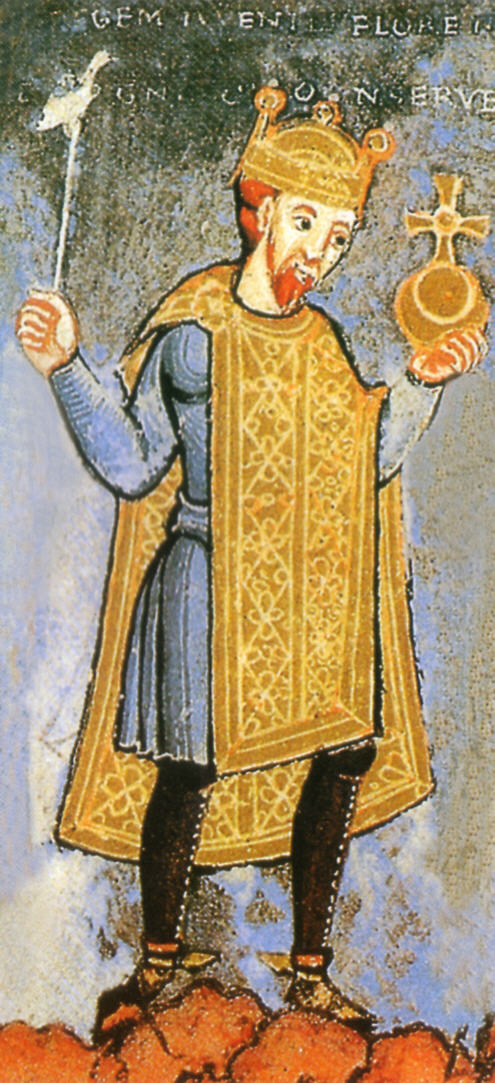
Henri III du Saint-Empire se considère comme le chef temporel et spirituel de la chrétienté.

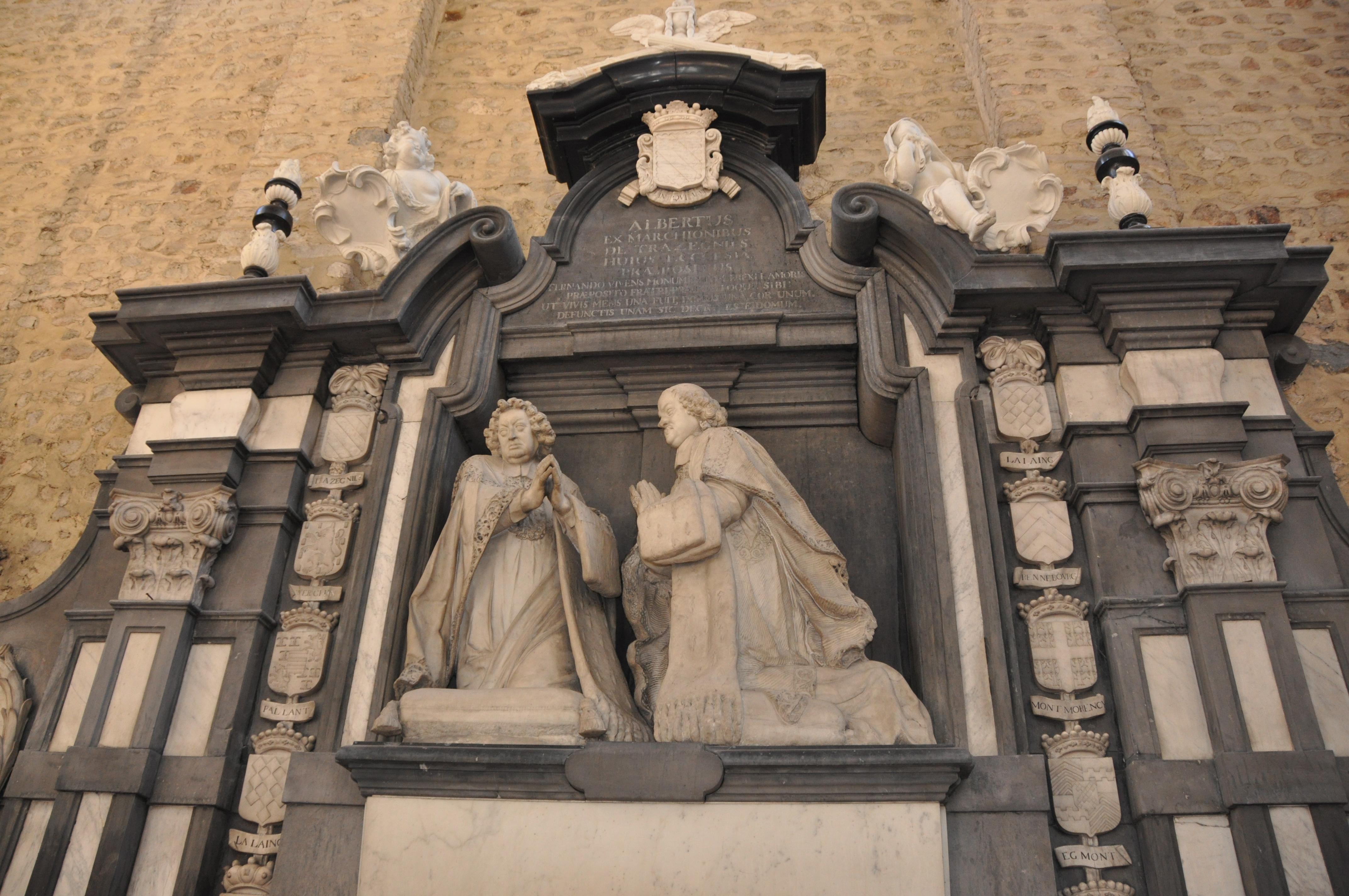
Mausolée d'Albert-François et Ferdinand-François de Trazegnies.

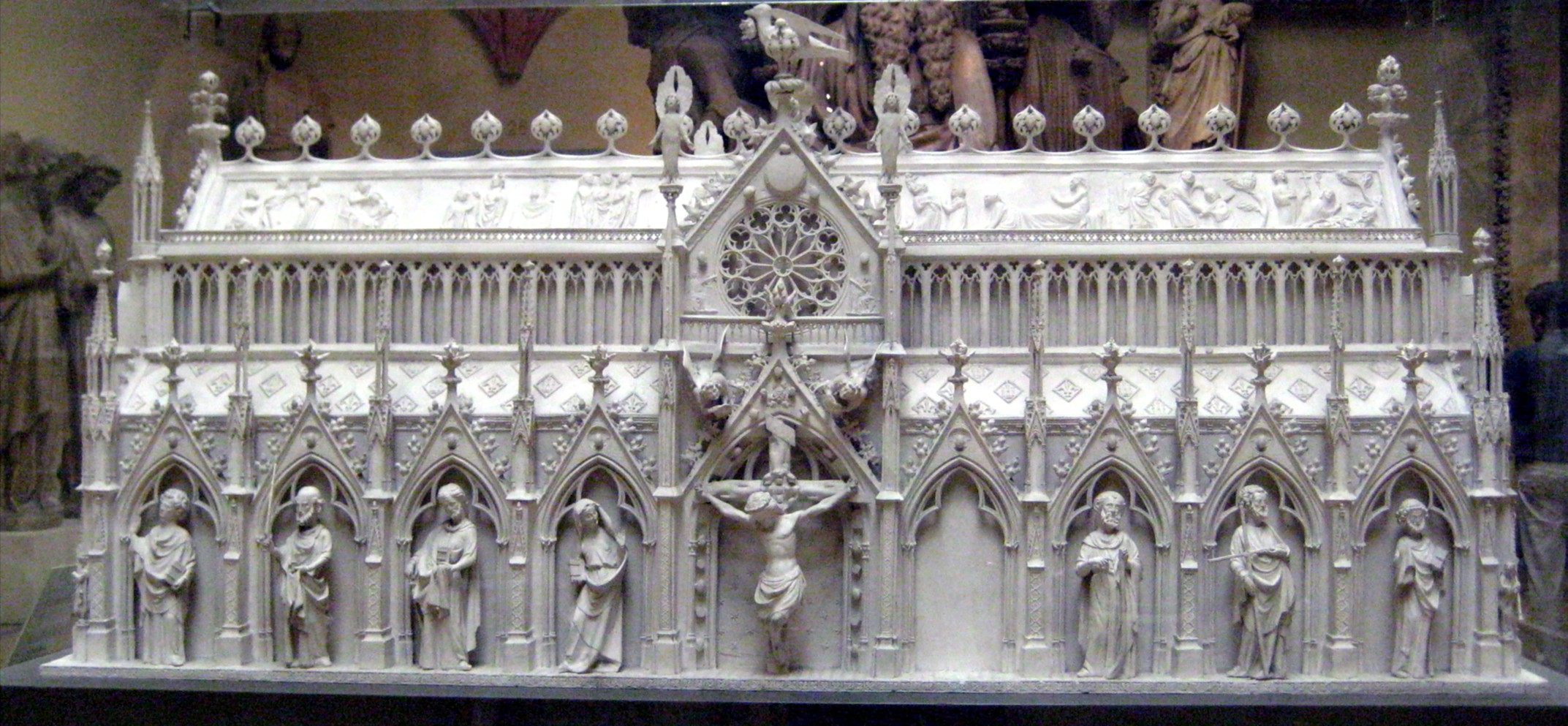
Reliques de sainte Gertrude, œuvre de Colar de Douai et de Jakemon de Nivelles, projet de Jakemon de Anchen. 1272-1298. Copie du Musée Poushkin. L'œuvre originale en argent a été détruite lors des bombardements allemands de Nivelles en 1940.

Cinq églises successives, bâties du VIIe au Xe siècle ont précédé l'église romane. Sous la nef principale de celle-ci, un sous-sol archéologique permet d'en visiter les ruines. La première église mérovingienne, bâtie vers 650, abrite les caveaux funéraires de la première communauté religieuse de l'abbaye de Nivelles. La dernière église, carolingienne, contient la tombe d'Ermentrude, petite-fille de Hugues Capet.
Après un incendie, la communauté religieuse fondée par sainte Gertrude bâtit, de 992 à 1046, l'église actuelle. Par son plan bicéphale, elle appartient au style roman rhénan de tradition ottonienne : l'édifice comporte deux transepts et deux chœurs opposés. Les dimensions sont importantes : plus de 100 m d'un chœur à l'autre, 25 m de large au vaisseau, plus de 44 m au transept oriental. La pointe du clocher culmine à 50 m.
Aujourd'hui, l'église est devenue paroissiale : les bâtiments conventuels ont disparu dans les bombardements allemands lors de la Campagne des 18 jours en mai 1940 durant la Seconde Guerre mondiale.
La restauration de la collégiale est l'un des chantiers les plus célèbres et les plus controversés de Simon Brigode ; celui-ci parvient à imposer la construction d'un pastiche de clocher roman, qui n'avait jamais existé comme tel, en lieu et place de la flèche gothique, détruite en 1940, qui témoignait de sept-cents ans d'histoire.

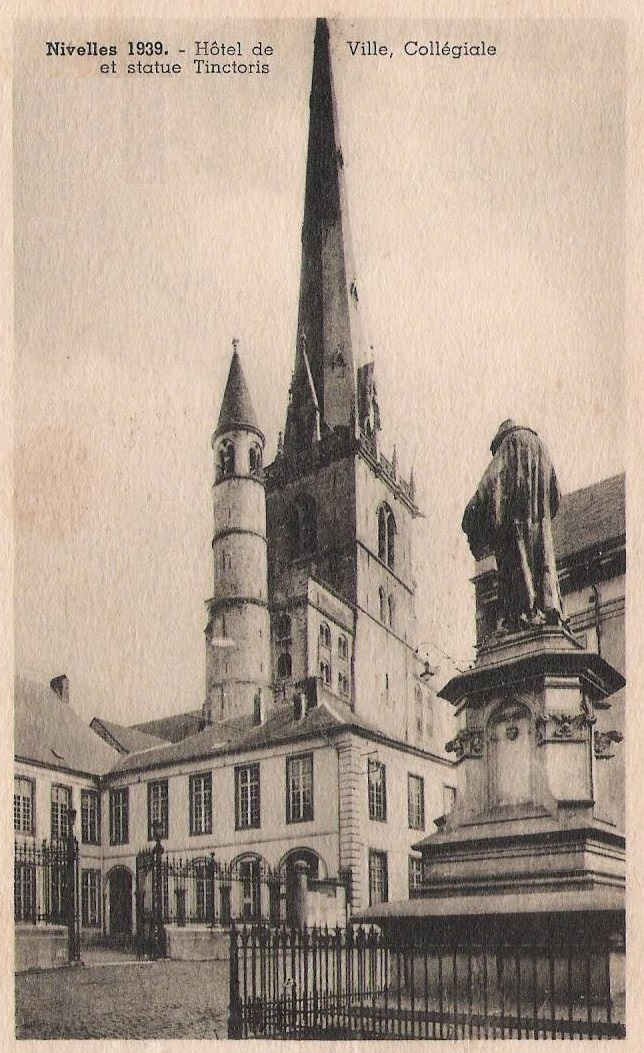
Tour de la collégiale vers 1900 (carte postale).

L'architecte applique ainsi le concept d'unité de style, introduit par Eugène Viollet-le-Duc, en rétablissant un état roman ottonien de l'église qui, conformément à la définition de Viollet-le-Duc, « peut n'avoir jamais existé à un moment donné ». Ce concept du XIXe siècle a été invalidé par la Charte internationale sur la conservation et la restauration des monuments et des sites, dite charte de Venise de 1964, qui dit que « les apports valables de toutes les époques à l'édification d'un monument doivent être respectés, l'unité de style n'étant pas un but à atteindre au cours d'une restauration. »
Le choix de la restauration du clocher résulte d'une consultation populaire avec les habitants de Nivelles, auxquels trois maquettes furent proposées : l'une présentant une reconstruction à l'identique de la tour carrée du XVIIe siècle et de la flèche métallique de 1863, la seconde présentant un avant-corps sans tour et la troisième proposant l'édification d'un clocher octogonal de style roman selon le principe d'unité stylistique de l'ensemble. Cette dernière proposition obtint la majorité des suffrages.
Le 26 novembre 2024 s'est achevé près de deux ans de rénovation de l'extérieur de la collégiale.

## Abbesse, princesse et princesse-abbesse

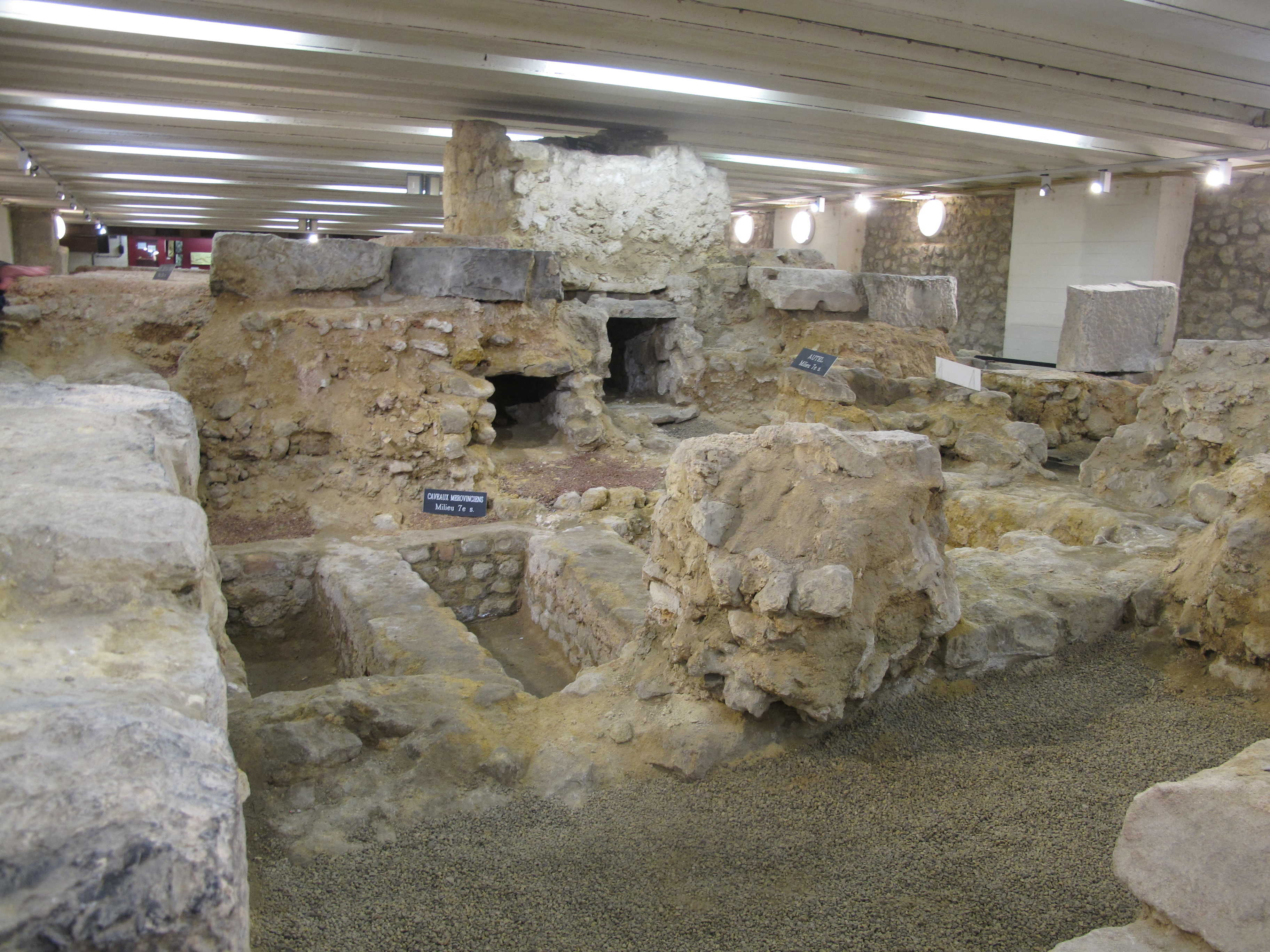
Tombes mérovingiennes du 7e siècle, crypte archéologique

- L'abbesse sainte Gertrude décède en 659, et gît en la chapelle funéraire dédiée à Saint-Pierre.
- Himiltrude est la première épouse de Charlemagne, dont la descendance, une fille (Amaudru) et un fils (Pépin le Bossu). Himiltrude est inhumée dans la nécropole sous la collégiale de Nivelles.
- La princesse Ermentrude, vers l'an 1000, inhumée à Nivelles, décédée à l'âge de 2 ans. Elle est la petite-fille d'Hugues Capet, roi des Francs.
- La princesse-abbesse Marguerite de Haynin, est née Marie-Marguerite en 1562, fille de Jean de Haynin, chevalier, seigneur de Hainin Wambrechies et Lesquin, et d'Anne d'Ongnies, sœur d'Adrien, gouverneur de Lille. Entrée le 31 août 1594 au noble Chapitre de Nivelles comme chanoinesse, elle est ensuite élue abbesse séculière. Testant le 10 novembre 1623[7], elle décède à Nivelles le 6 décembre 1623[8].

## Description
Commencée à l'époque ottonienne vers 992, l'église est consacrée en 1046
.

### Extérieur

#### Chevet

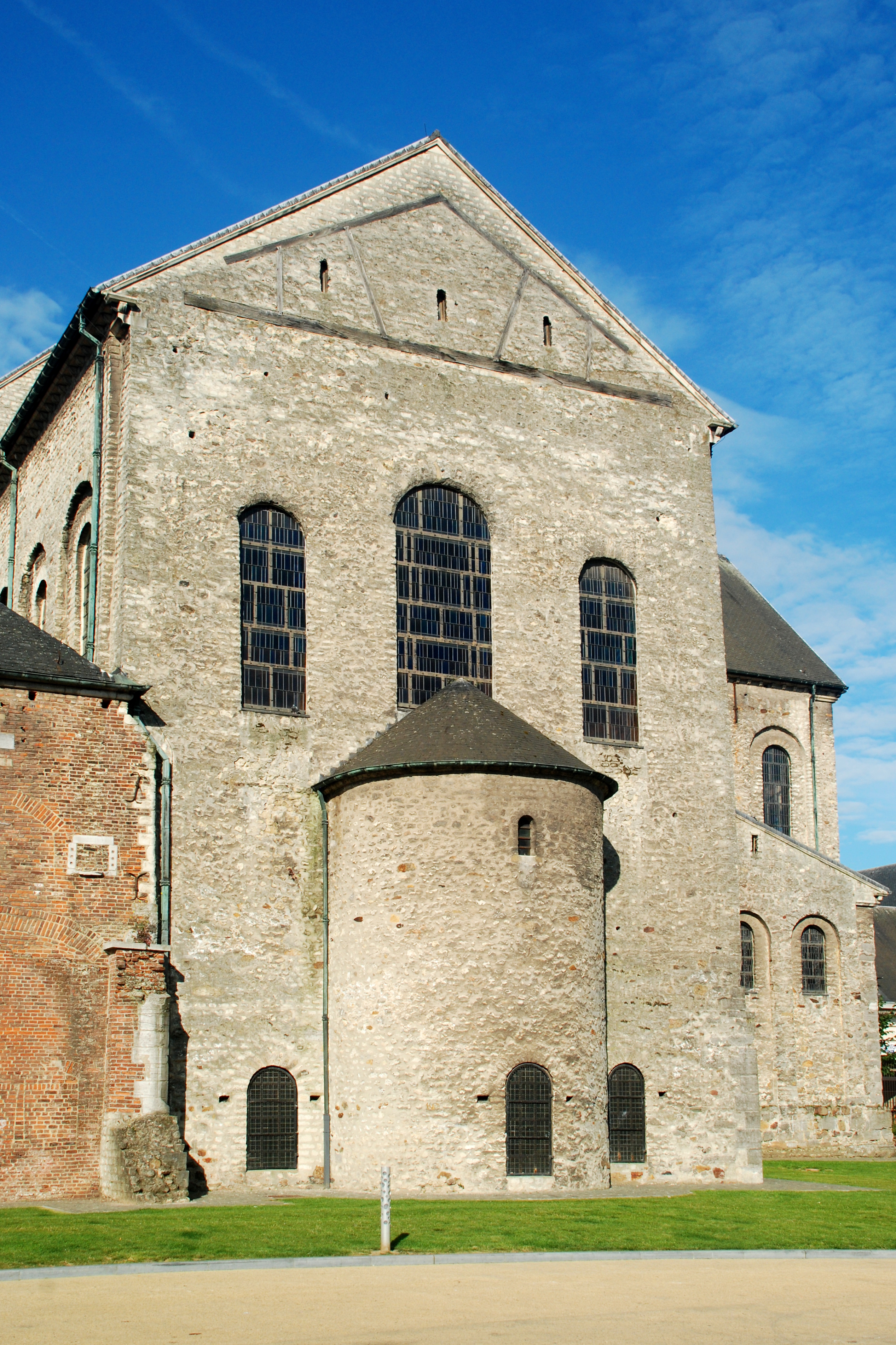
Le chevet plat et l'abside semi circulaire.

L'église de style ottonien présente un haut chevet plat prolongé par une abside semi-circulaire qui, bien que de proportions non négligeables, semble petite en comparaison. Le chevet plat, percé de quelques trous de boulin, présente trois petites fenêtres cintrées à sa base. Plus haut, il est percé d'un triplet composé de trois hautes fenêtres cintrées. Le pignon du chevet plat laisse apparaître des poutres de bois en forme de ferme de charpente. L'abside semi-circulaire, couverte d'un toit d'ardoises conique, présente une fenêtre basse, alignée sur celles du chevet plat, et une minuscule baie cintrée haut placée, presque sous la corniche.

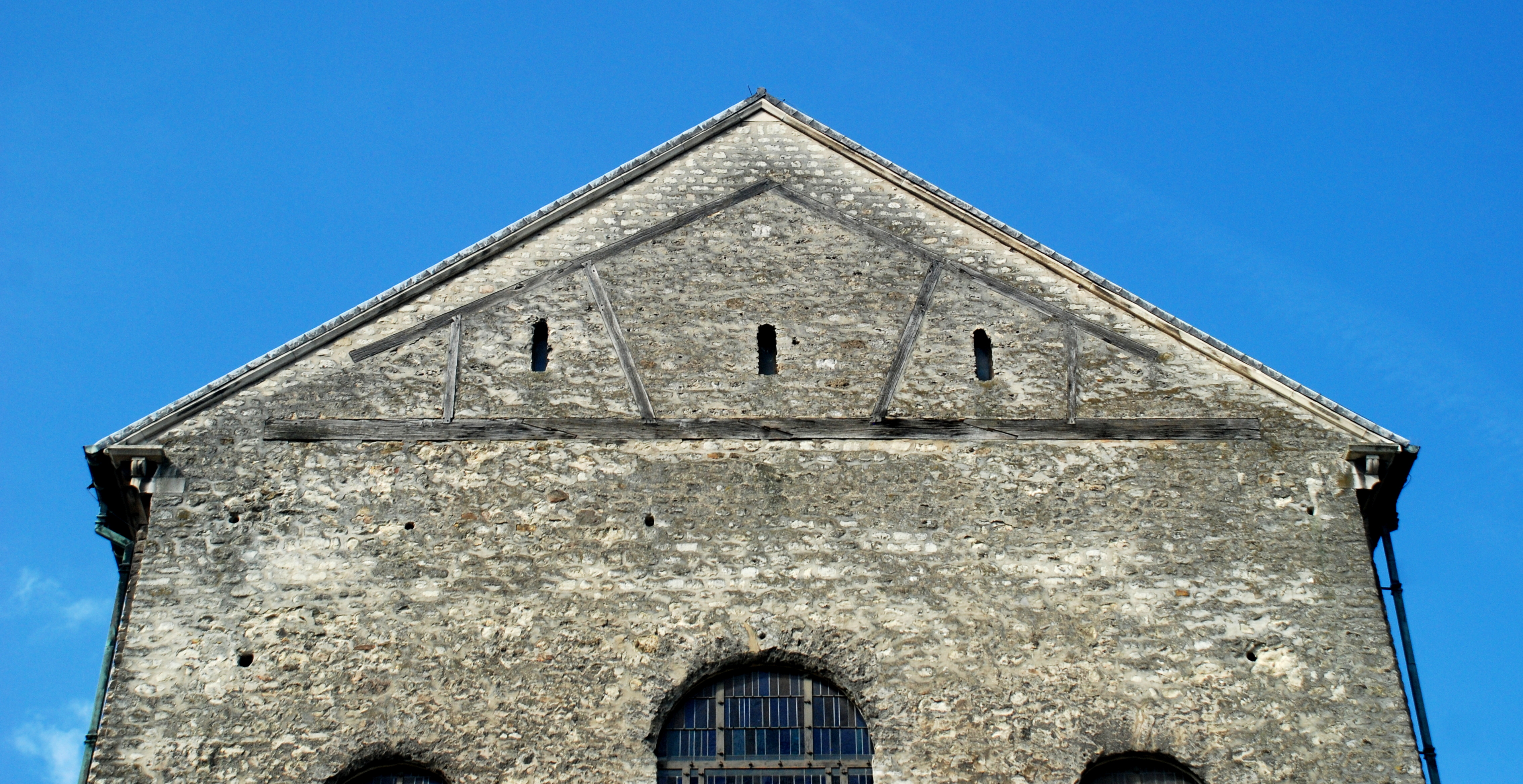
Poutres en forme de ferme du pignon du chevet.

#### Transept et pignon de Saint-Pierre

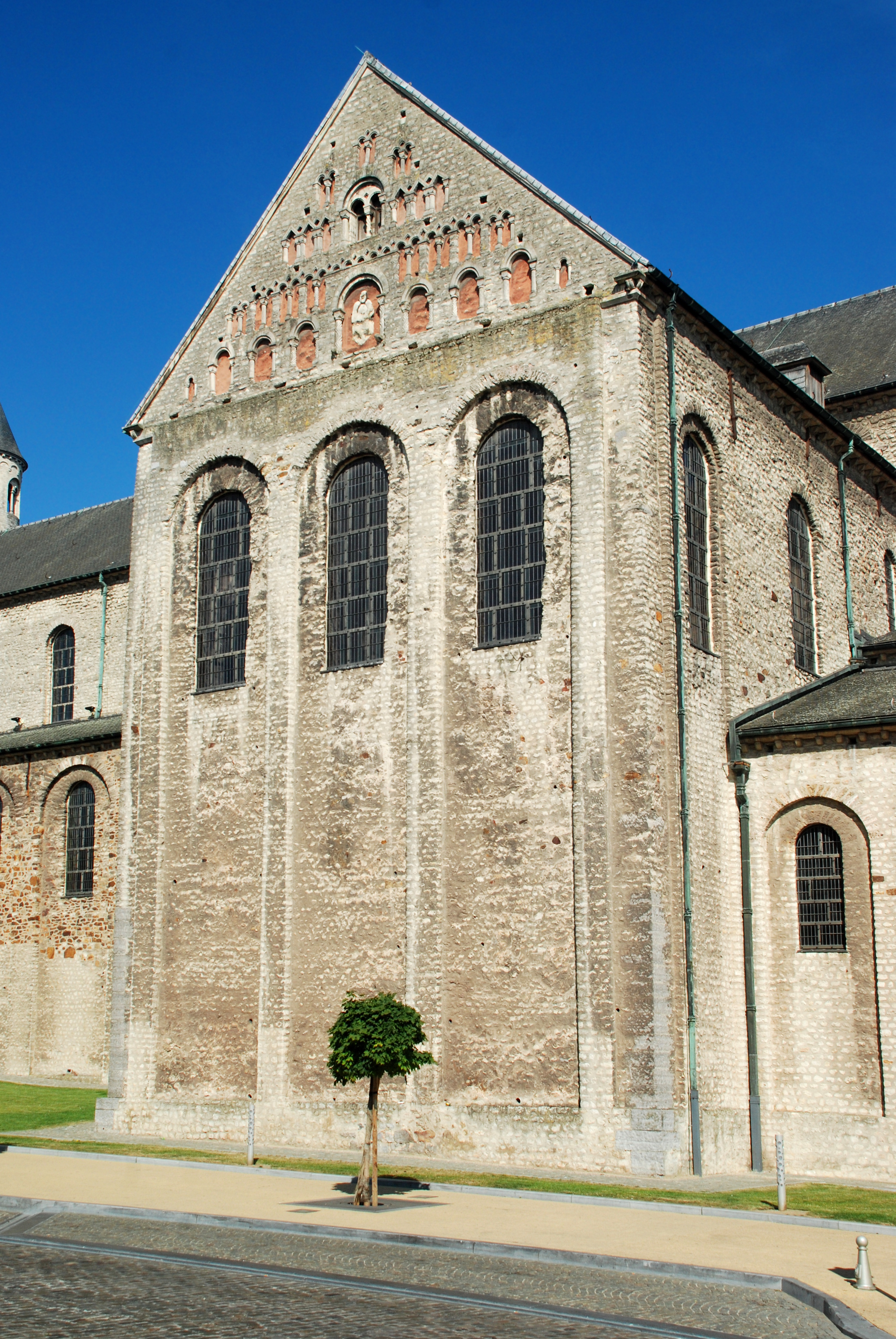
Le croisillon sud du transept.

La façade du croisillon sud du transept est rythmée par quatre puissants pilastres qui, prenant appui sur le soubassement, s'élancent vers le pignon. Ces pilastres, et les arcades qui les surmontent, font saillie par rapport au plan de la façade du transept et encadrent trois hautes baies en plein cintre. Le pignon du croisillon, appelé « pignon de Saint-Pierre », présente une remarquable ornementation sculptée qui date de la seconde moitié du XIIe siècle, et a fait l'objet d'une restauration adroite dans les années 1960.
Cette décoration est constituée d'un étagement de cinq niveaux d'arcades aveugles dont le fond est peint dans une couleur sang de bœuf qui tranche agréablement avec la couleur grise des moellons. Le premier niveau de cette décoration est composé de baies flanquées de colonnettes, au fût lisse ou sculpté de motifs en zigzag et au chapiteau en forme de dé, supportant des arcs en plein cintre à double ébrasement. La niche centrale, plus grande que les autres, abrite un bas-relief en remploi représentant Saint-Pierre assis.
Le deuxième niveau, très différent, comporte huit paires de baies géminées à colonnettes, chapiteau en dé et arc cintré. Le troisième niveau est orné de deux triplets de trois baies à arc en mitre, encadrant une composition centrale faite d'une paire de baies cintrées regroupées sous un arc de décharge unique. Le quatrième niveau, quant à lui, est orné de deux paires de baies géminées et le dernier d'une seule.
À tous les niveaux, sauf le premier, les écoinçons des arcs (cintrés ou en mitre) sont ornés de petits arcs en mitre. Le pignon du transept est également percé de nombreux trous de boulin (trous destinés à ancrer les échafaudages).

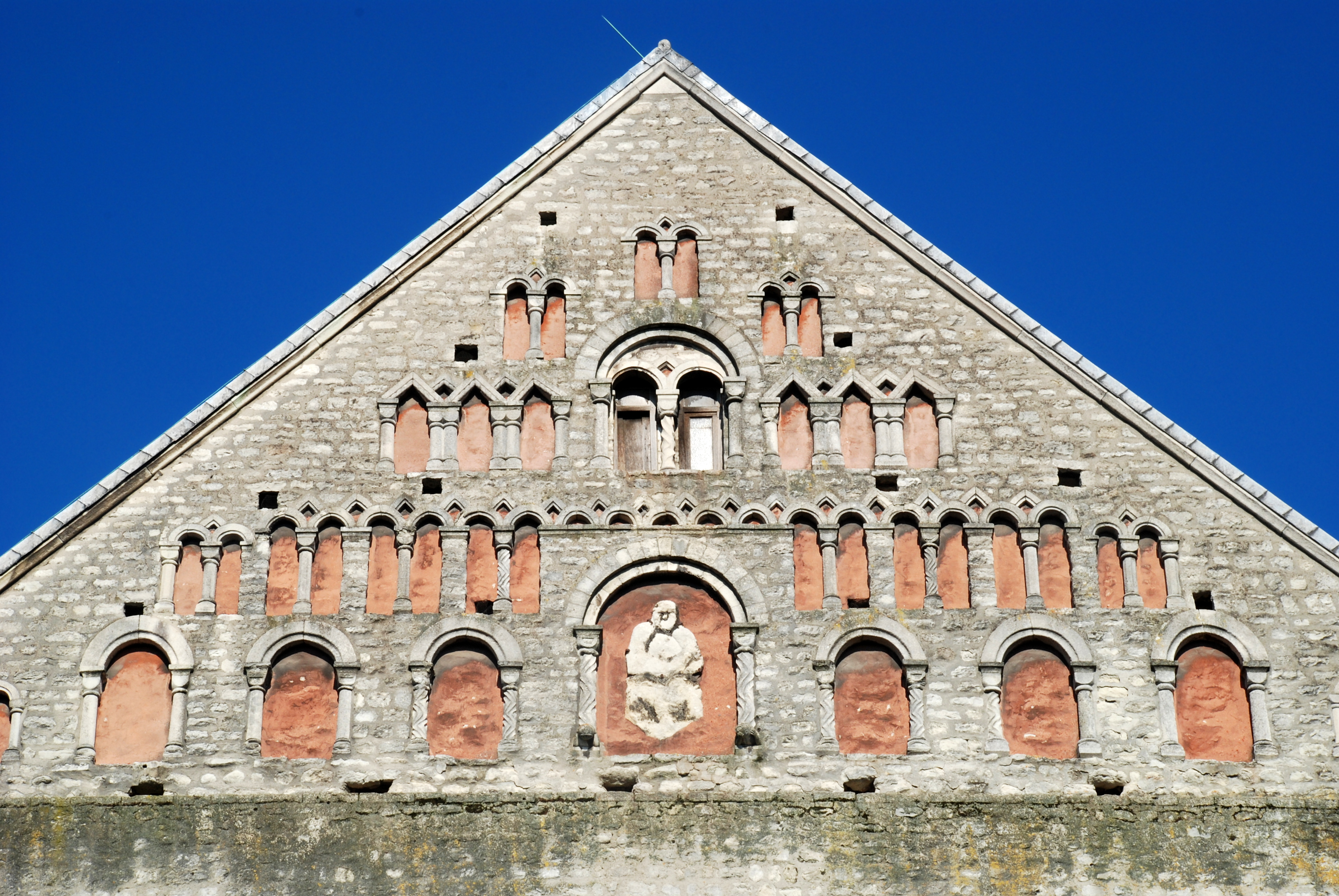
Le « pignon de Saint-Pierre ».
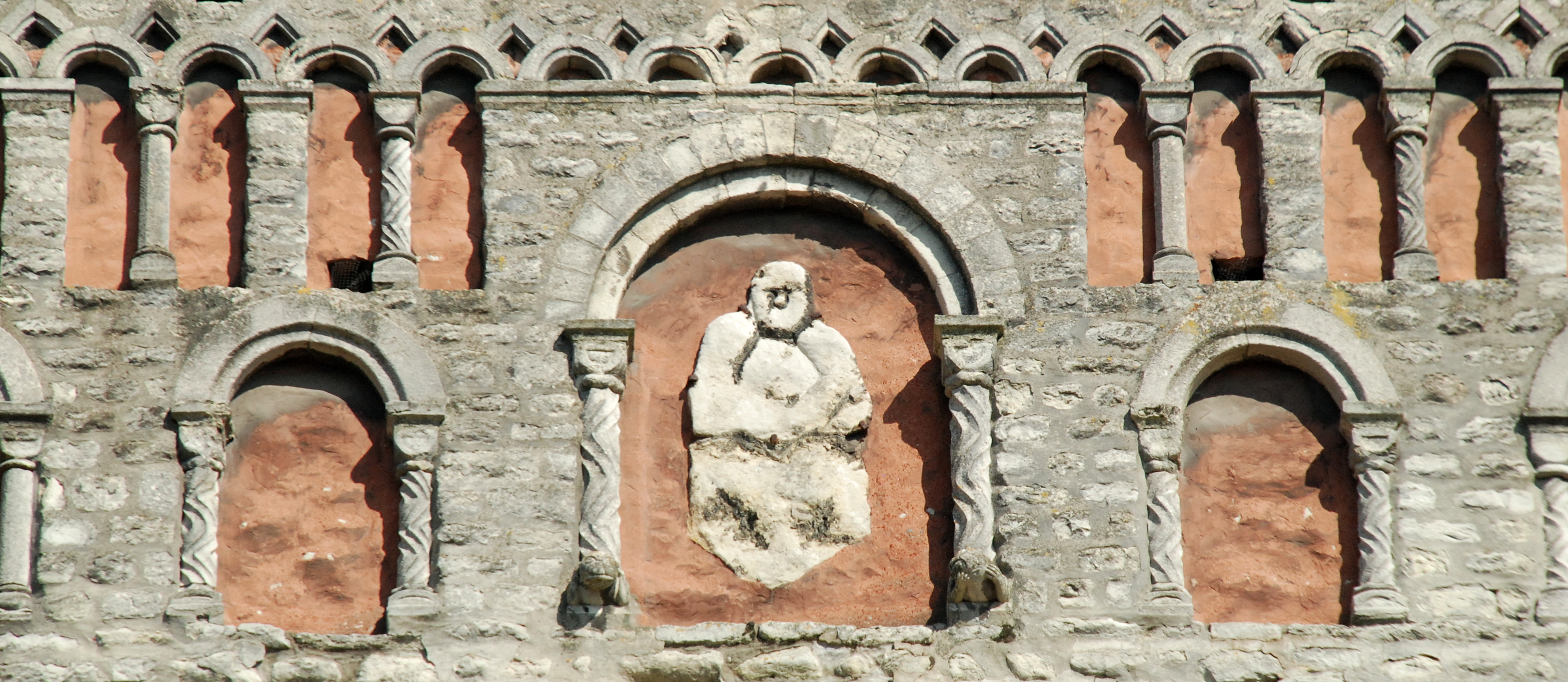
Détail de la décoration du pignon de Saint-Pierre.

#### Massif occidental de style roman tardif

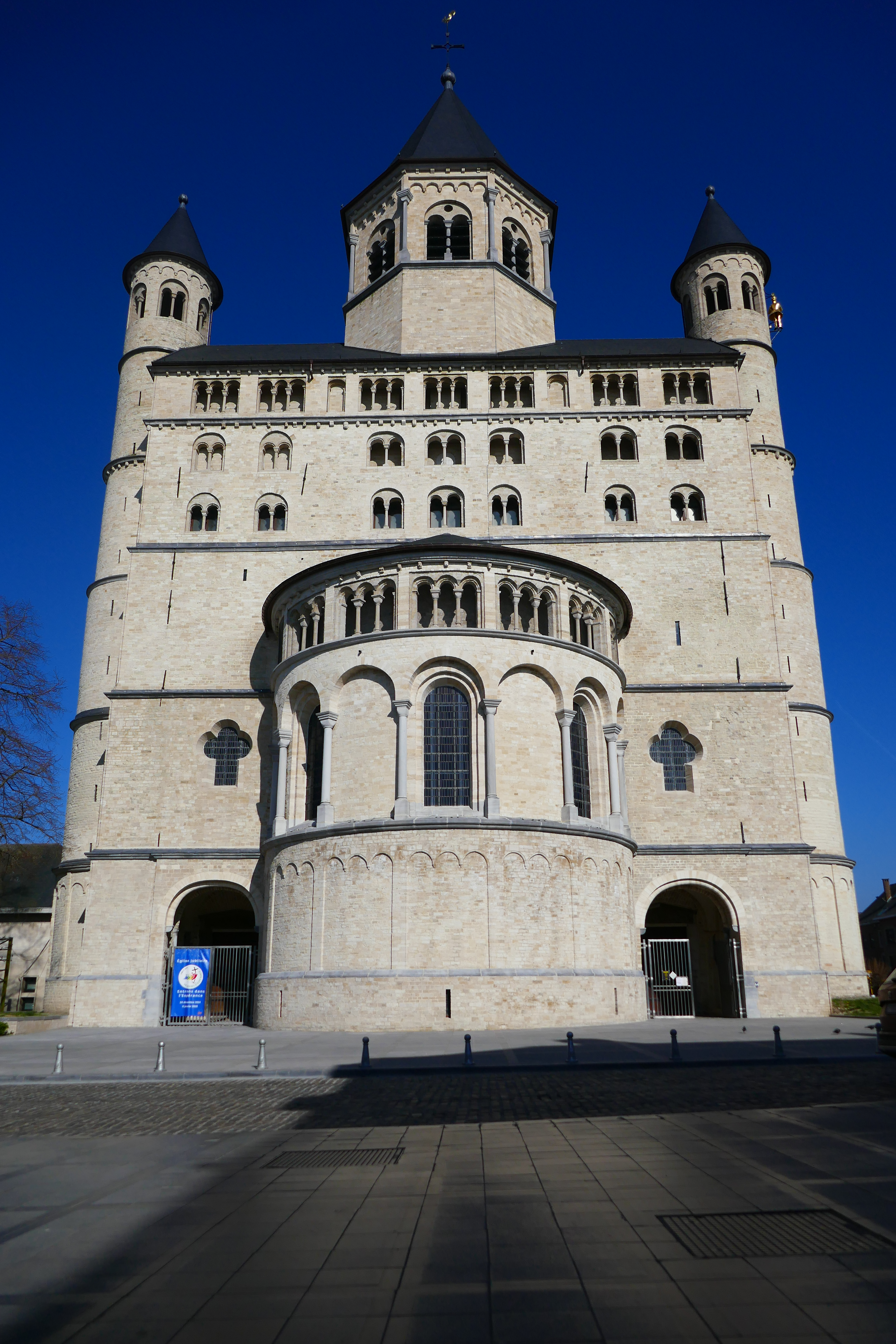
Le massif occidental.

À l'ouest, l'église présente un puissant massif occidental (ou avant-corps) édifié à l'époque romane tardive (vers 1160-1170) à l'emplacement du « Westbau » de l'édifice carolingien antérieur.
Ce massif occidental, qui confère à la collégiale Sainte-Gertrude sa silhouette typique, est édifié en pierres de taille assemblées en appareil irrégulier ; il est constitué d'un massif barlong, d'une abside occidentale ou « contre-abside », d'un clocher octogonal et de deux tourelles latérales.
Le massif barlong (en forme de « rectangle allongé ») présente cinq registres de hauteurs inégales, séparés par de puissants cordons de pierre. Le registre inférieur est percé de deux porches cintrés disposés de part et d'autre de la contre-abside. Le deuxième registre est percé de deux baies tréflées tandis que le troisième niveau est aveugle. Le quatrième registre est percé de nombreuses baies géminées à colonnettes disposées sur deux niveaux, le cinquième et dernier registre présente quant à lui une ornementation composée de sept groupes de trois baies.

##### Clocher octogonal
Le massif barlong est surmonté d'un puissant clocher octogonal, construit lors de la restauration menée entre 1971 et 1984 sur un projet des architectes Simon Brigode et M. Ladrière.
Il comporte deux registres, l'un aveugle et l'autre très orné. Les huit faces du clocher sont délimitées par des colonnettes surmontées de chapiteaux en forme de dés. Chacune d'elles est ornée de bandes lombardes et percée d'une paire de fenêtres géminées à colonnettes et abat-sons surmontée d'un oculus. Le clocher est surmonté d'une courte flèche couverte d'ardoises.

##### Contre-abside

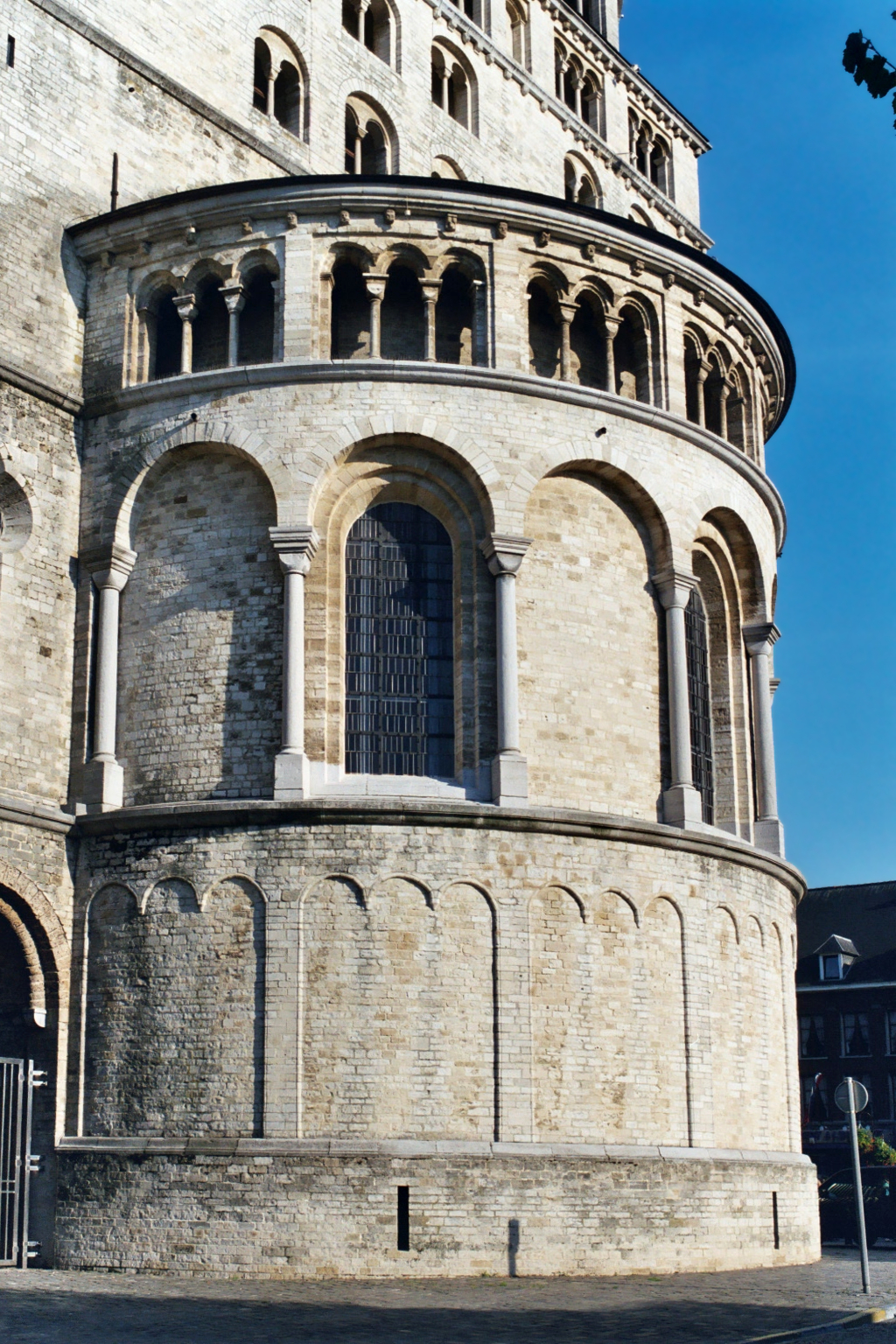
La contre-abside.

La contre-abside originale est remplacée en 1662 par un portail baroque qui est démonté et remonté dans le parc de la Dodaine en 1972 pour céder la place à une restitution de la contre-abside romane lors de la restauration menée durant les années 1970-1980.
Cette abside occidentale vient s'adosser au massif barlong pour terminer de belle façon l'église à l'ouest. Elle présente trois registres étagés au-dessus d'un puissant soubassement en saillie et séparés l'un de l'autre par de s cordons de pierre. Prenant appui sur le premier registre orné de bandes lombardes et de lésènes, le deuxième registre s'orne d'arcades à colonnettes qui confèrent à la contre-abside un bel élan vertical. Le troisième et dernier registre de la contre-abside est orné d'une galerie naine composée de triplets de baies cintrées surmontés de modillons sculptés tantôt géométriques et tantôt anthropomorphes.

##### Tourelles et jacquemart

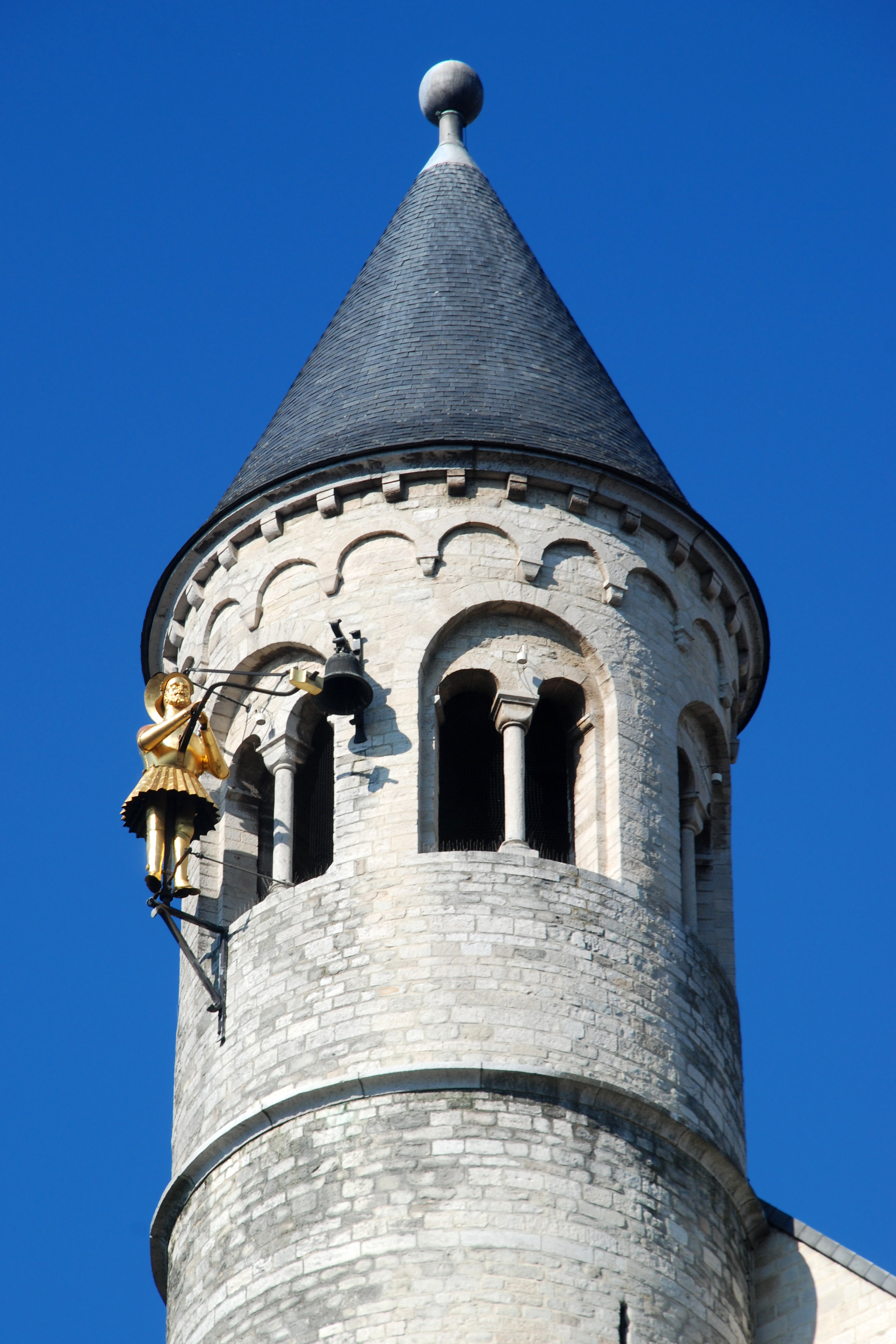
Le jacquemart.

Les derniers éléments constitutifs du massif occidental sont les deux hautes tourelles qui flanquent le massif barlong au nord et au sud. La tourelle sud porte le fameux jacquemart appelé Jean de Nivelles, un automate en laiton doré de deux mètres de haut qui date de 1400 environ et qui a été déplacé en 1617 de l'ancien hôtel de ville vers cette tourelle. Ces tourelles comportent six niveaux séparés par des cordons de pierre : un premier niveau orné de bandes lombardes et de lésènes, quatre niveaux percés de simples meurtrières et enfin un sixième niveau dont la décoration est très semblable à celle du clocher (baies géminées à colonnettes, arcatures lombardes et modillons).

### Architecture intérieure

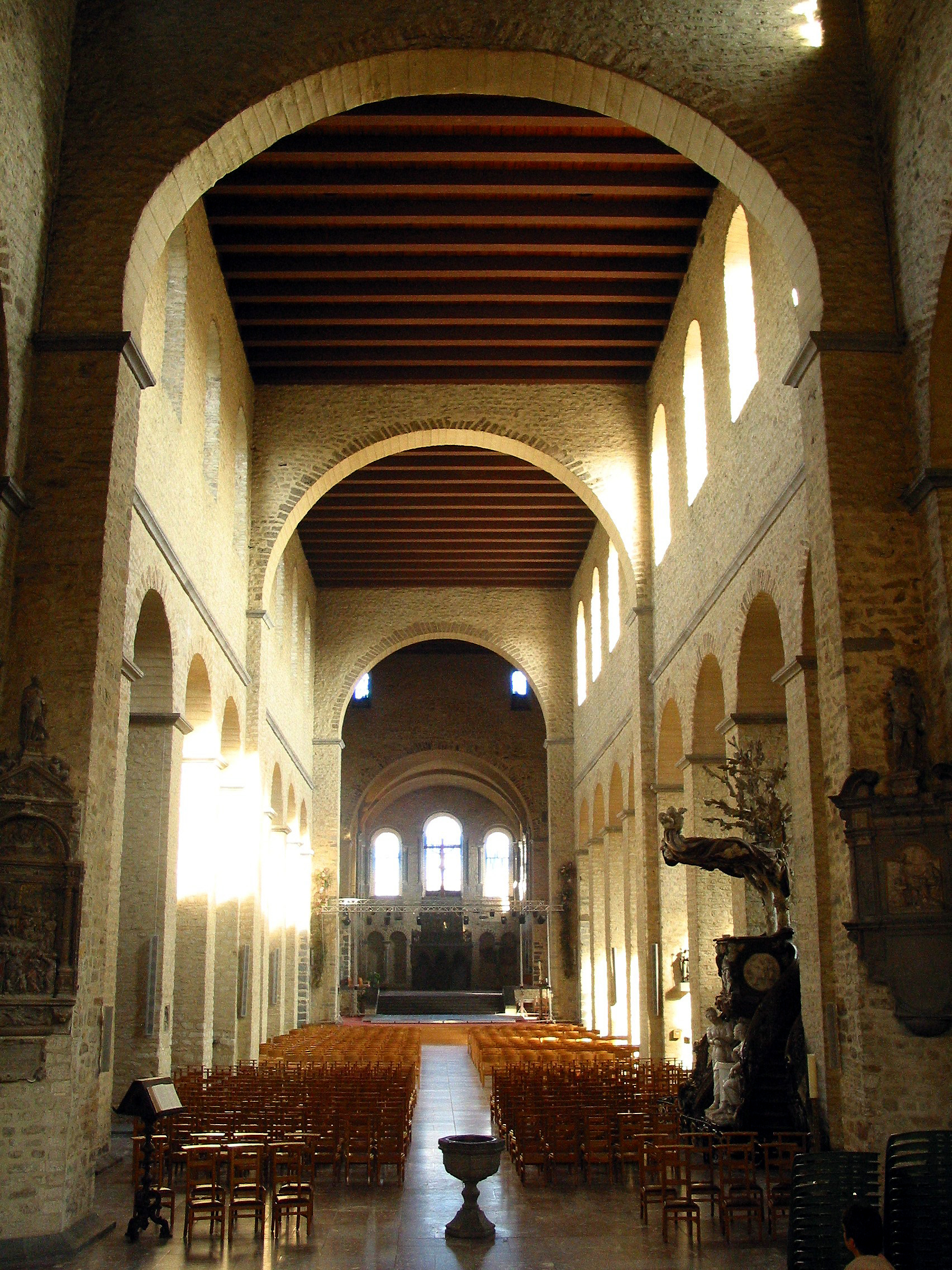
Nef de la collégiale Sainte-Gertrude.

À l'intérieur de l'église, l'axe médian comporte une succession de trois arcs diaphragmes, attirant le regard vers les croisées du transept et du chœur. Un cordon continu court le long des murs gouttereaux sous les baies cintrées. Sur les bas-côtés, le plafond initial a été remplacé, à la fin du XVe siècle et au début du XVIe siècle, par des voûtes sur nervures en pierre bleue, 1 dont les clés sont peintes aux armes des abbesses. Le plafond de la nef se poursuit au-dessus des croisées des deux transepts, dont les bras ont été couverts de voûtes sur nervures au XVIIe siècle. Ce cadre évoque la splendeur des liturgies ottoniennes, comparables à celles de l'abbaye d'Essen.

## Mobilier

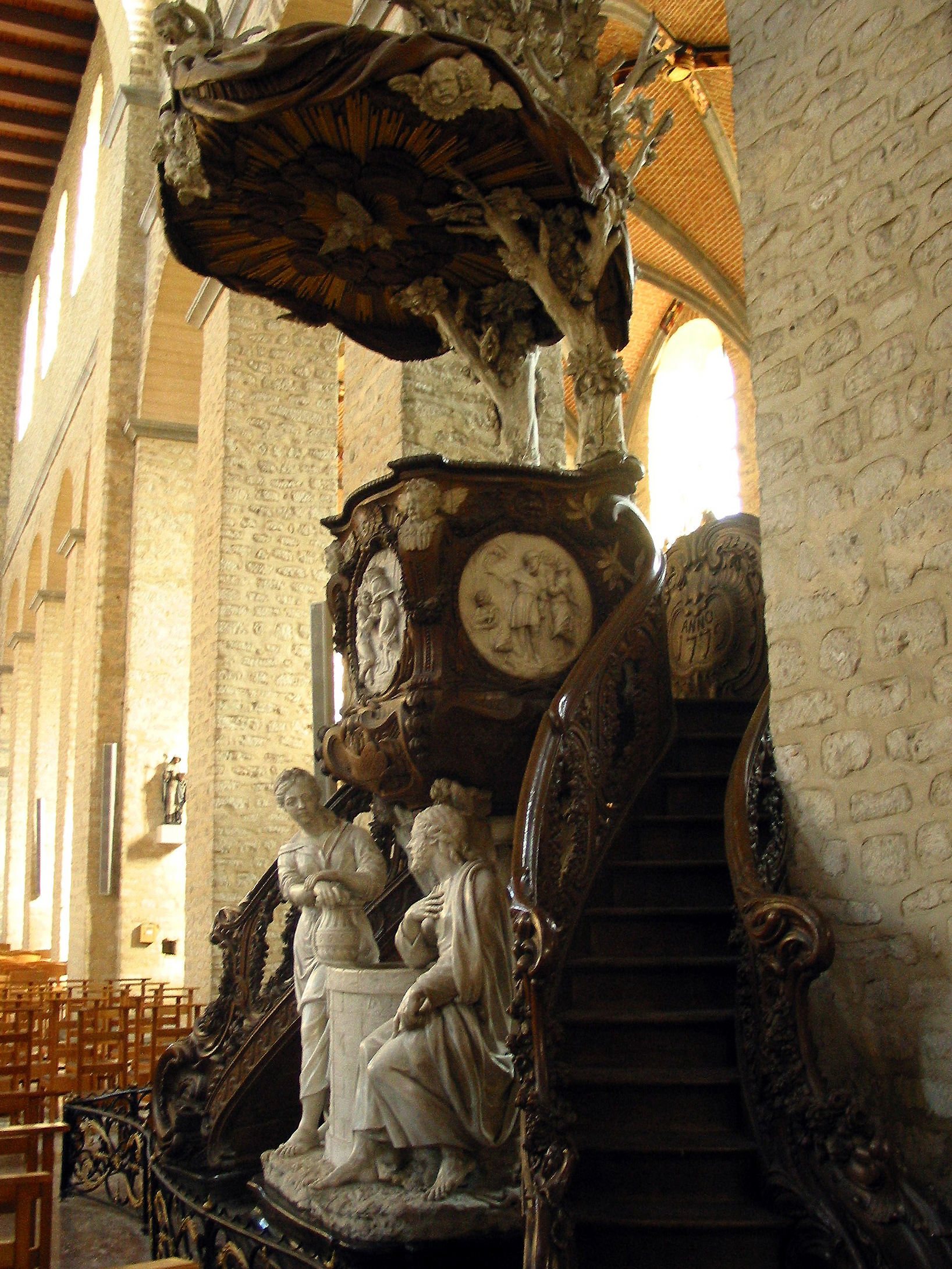
Chaire de vérité (1772).

Trente-deux stalles en chêne et leurs pupitres, de style Renaissance, réalisés pour les chanoinesses de Sainte-Gertrude et terminées en 1566, constituent un véritable ensemble architectural,.
Une partie du mobilier de la collégiale est due au célèbre artiste Laurent Delvaux : la Chaire de vérité de la collégiale (1772), en marbre et bois, avec Jésus et la Samaritaine conversant au puits de Jacob. Les trois médaillons illustrent les paraboles du semeur, de l'enfant prodigue et du père de famille. La superstructure de style baroque et les décors de la cuve et des escaliers de tendance Louis XVI se côtoient harmonieusement en un ensemble impressionnant. Pour la réalisation de cet ensemble, Laurent Delvaux était assisté de Philippe Lelièvre (sculpteur ornemaniste) et de Nicolas Bonnet (menuisier).
Parmi les remarquables sculptures en bois de chêne figurent le Retable de la conversion de Paul sur le chemin de Damas, 1735, reflétant l'attitude dynamique du personnage. Il vient de l'ancienne église Saint-Paul de Nivelles. Une statue en chêne (vers 1750) représente la bienheureuse Itte Idoberge, mère de Sainte Gertrude et fondatrice de l'abbaye de Nivelles et une autre le bienheureux Pépin de Landen, père de Sainte Gertrude, vers 1750. Quatre statues en chêne montrent saint Pierre, portant les clés du paradis, le coq du reniement à ses pieds ; saint Paul qui tient en main le glaive de son martyre ; Saint-André appuyé sur la croix en X de son martyre et saint Jacques le Majeur représenté en pèlerin avec la gourde, les coquilles et le bâton.
La chaire de vérité en chêne provient de l'ancienne église des Carmes, dont le groupe sculpté figure le prophète Élie au désert, nourri par l'ange, vers 1740-1745.
L'Agneau de l'Apocalypse, allongé sur le livre aux sept sceaux, est en bois peint en blanc, vers 1760 ; des sculptures en chêne montrent deux allégories figurant la Force et la Prudence, au-dessus de la porte méridionale, 1739.